# Thallarcha albicollis
Thallarcha albicollis är en fjärilsart som beskrevs av Felder 1875. Thallarcha albicollis ingår i släktet Thallarcha och familjen björnspinnare. Inga underarter finns listade i Catalogue of Life.

## Bildgalleri

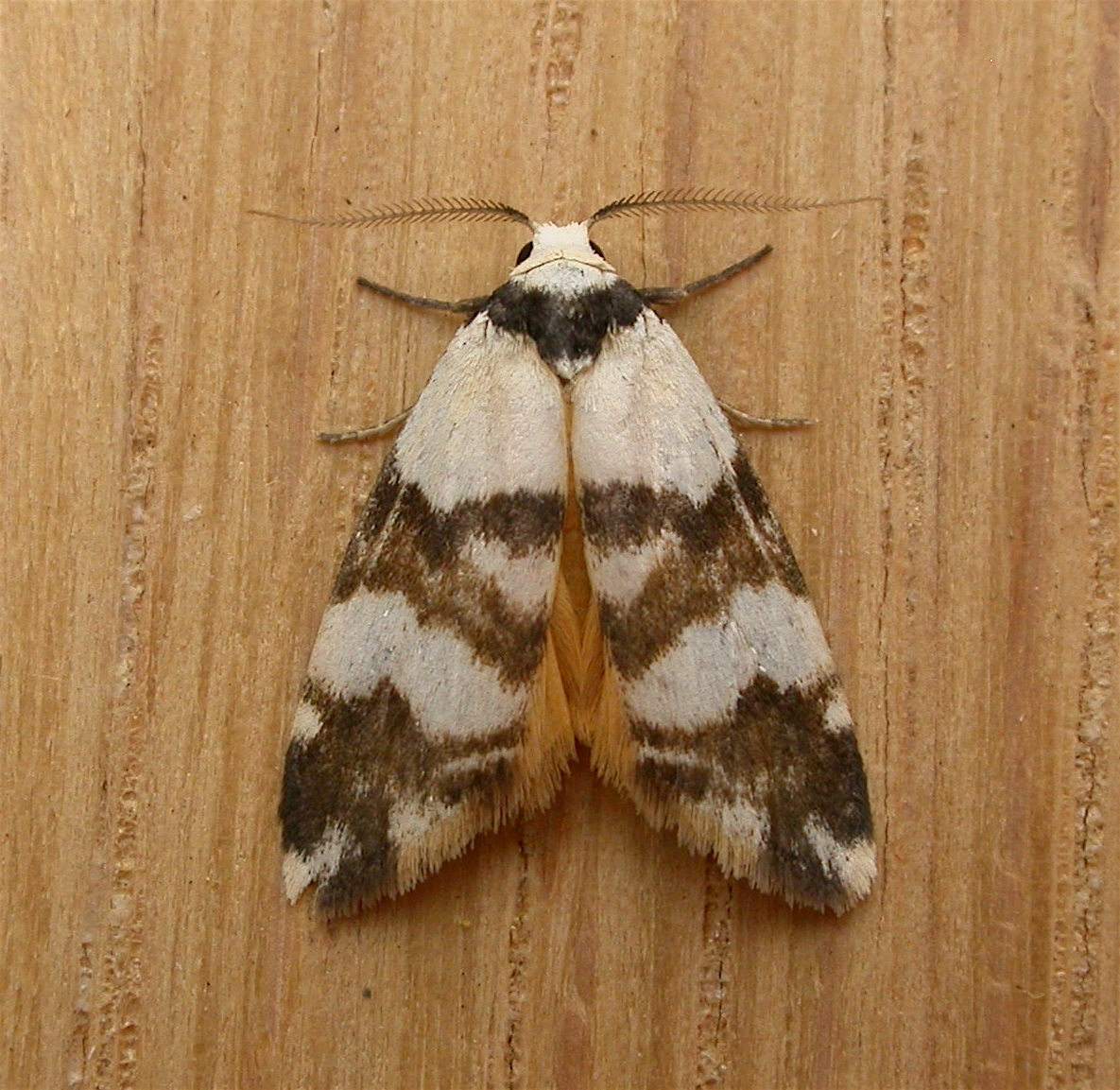